# إدارة موزعة
الإدارة الموزّعة هي إحدى طرق الإدارة المعنية بالأفراد الذين يعملون معًا عبر شبكة الإنترنت وذلك لإنجاز الأهداف المرجوة. وتوزع النشاطات الإدارية عن طريق الأشخاص الذين يقومون بالأعمال.

## بيئة التشغيل المتغيرة
والطريقة التقليدية هي أن تكون وظائف الإدارة مركزية ولا يؤديها إلا المديرون. وهذا يحد من مقدار العمل الذي يمكن إنجازه.
أما الإنترنت فقد وفر فرصة للناس أن يعملوا معًا على نطاق عالمي. ومع ذلك، ظلت الطرق «المتمركزة حول المديرين» عاجزة عن توفير سبل عملية للاستفادة الكاملة من إمكانية التواصل المتوفرة لهم.
وسبق أن جُرّبت الشبكات الاجتماعية ولكنها تفتقد إلى طريقة إدارة أساسية وتفتقد إلى الأدوات التي تساعد على تطبيق هذه الطريقة بتناغم على المستوى العالمي.

## نبذة تاريخية
لمس الدكتور نيل ميلر (Neil Miller) - في رسالة الدكتوراه التي أنهاها عام 1990 حول إدخال التقنيات في عمل المنظمات - أن هناك حاجة إلى نموذج فكري للإدارة الموزعة. وفي عام 1991، أسس نيل شركة TASKey المسجلة المحدودة لتطوير وتفعيل، وتسويق نموذج جديد للإدارة الموزعة. ومنحت براءات اختراع للأجزاء الأساسية من الإدارة الموزعة في أستراليا (1997) والولايات المتحدة الأمريكية (2000).
وفي عام 1995، وفقت شركة TASKey إلى استنتاج أن تقنيات الويب المطلوبة لتنفيذ الإدارة الموزعة على مستوى العالم لن تتوفر لها لمدة 15 عامًا مقبلة. فاتجهت شركة TASKey إلى استخدام طرق وأدوات برامجية للتجريب الشامل وإدخال التحسينات على الشركة، لذلك فهي تحظى بقبول الناس ويستخدمها معظمهم بعد قدر ضئيل من التدريب.

## الأجزاء الأساسية
الأجزاء الأساسية للإدارة الموزعة هي:
- كل مهمة لها أصحاب مصلحة (ويسمون فريق عمل) ومن بينهم شخص مسئول
- تُجمع المهام المرتبطة عن طريق شجرة مهمة
- يعتمد كل من السياق ورؤية المهمة والأمن والخصوصية على عضوية فريق العمل
- يُدخل أعضاء الفريق الإجراءات/المهام المطلوبة للقيام بمهمة ما
- يُنشئ أعضاء الفريق فرق عمل للقيام بكل إجراء
- يُنشئ برنامج الويب قائمة المهام الخاصة بكل شخص استنادًا إلى عضويته في فريق العمل
- يستند التقرير المرحلي للمهمة على الأعمال المكتملة

## العوامل المميزة
العوامل المميزة للإدارة الموزعة عن الإدارة التقليدية هي:
- تصميمها المناسب لشبكة الإنترنت (وليس فقط ميكنة الطرق اليدوية القائمة)
- يمكن لأي شخص أن يبدأ مهمة من أي مكان وفي أي وقت
- معالجة جميع المهام في وقت واحد (الإستراتيجيات والعمليات والحكم والمشاريع والشخصيات)
- الاحتفاظ التلقائي بالمهام والأشخاص المنسق بينهم على مستوى عالمي عن طريق فرق العمل
- فرز معلومات المهام العالمية وتقديمها من وجهة نظر كل مستخدم
- إنشاء ومزامنة قوائم مهام خرائط غانت للأفراد
- التحكم في الوصول إلى المعلومات باستخدام طرق الأمان والخصوصية المسجلة والحيوية
- إبلاغ المستخدمين على أساس الحاجة إلى المعرفة (حتى لا يُغمر الناس بالتفاصيل)
- تضمنه على أدوات برامجية متخصصة لقولبة وضبط العلاقات المعقدة بين المهام والفرق (لتتطابق مع واقع العالم الحقيقي)

## الأدوات البرمجية
يحتاج تنفيذ نموذج الإدارة الموزعة إلى برمجيات جديدة لشبكة الإنترنت لإدارة العلاقات المعقدة الحيوية التي لا تتم الأعمال إلا بإدارتها. وعلى مدار أكثر من 13 عامًا، طورت وأجازت وسوقت شركة TASKey برنامج لشبكة الإنترنت يسمى TASKey TEAM للإدارة الموزعة للمشاريع وبرنامج Me2Team (نسخة أساسية من TASKey TEAM).
ويتميز البرنامج الذي قدمته شركة TASKey بأنه يتتبع تلقائيًا جميع المهام (من استراتيجيات وعمليات ومشاريع) وينظمها ويزامن قوائم المهام الخاصة بجميع أصحاب المصلحة يبلغ تلقائيا بمدى التقدم.

## التحقق من الصحة
تطورت وظيفة برنامج TASKey وتحقق من صحته في عدد من أماكن العمل على مدار 13 عامًا. وتوضح دراسات الحالة Ref إلى جدوى استخدامه لكل من المديرين والعمال.

## المعارف الدقيقة الإدارية
جرى استطلاع للمعارف الدقيقة التي تكونت أثناء تطوير وإثبات وتسويق الإدارة الموزعة في مدونة مقالات ومعارف دقيقة